# Kapelle Rossberg

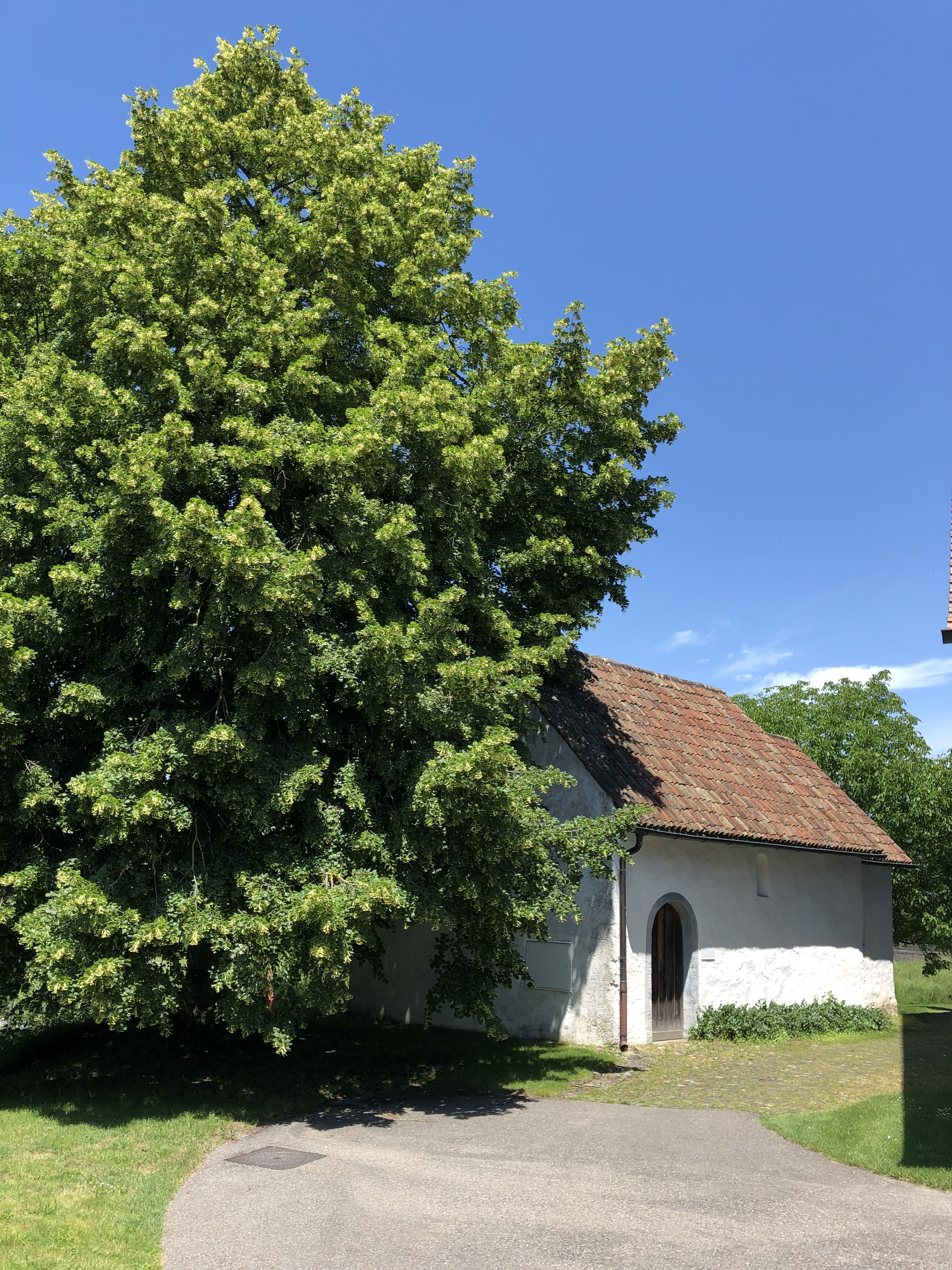
Ansicht von Osten

Die Kapelle Rossberg ist eine romanische Kapelle in der Winterthurer Aussenwacht Rossberg. Die 1241 erstmals erwähnte Kapelle ist ein kantonales Denkmalschutzobjekt von regionaler Bedeutung.

## Architektur
Die Kapelle ist eine einschiffige, romanische Saalkirche mit einem Chor im Nordosten. Der Chor sowie der Hauptteil der Kapelle sind mit einem Satteldach versehen, wobei das Chordach einen tieferen First besitzt. Die einen Meter starken Wände bestehen aus verputztem und weiss gestrichenen Bruchstein. Bis auf eine Höhe von drei Metern ist im Süden und Westen noch historisches Mauerwerk erhalten. Der Eingang ist als Rundbogen ausgestaltet, weiter gibt es an den Längsseiten jeweils zwei kleine rundbogige Fenster.
Im Innenbereich ist der Boden mit Tonplatten versehen, die Decke besteht aus Tannenholz. Der Boden im Chorbereich ist leicht erhöht und weist an der Chorwand ebenfalls ein rundbogiges Fenster auf. Ausgeschmückt ist der Innenbereich mit einem Kreuz, einem Kerzenständer und einem
Lesepult und mit einer Einzelbestuhlung ausgestattet.

## Geschichte

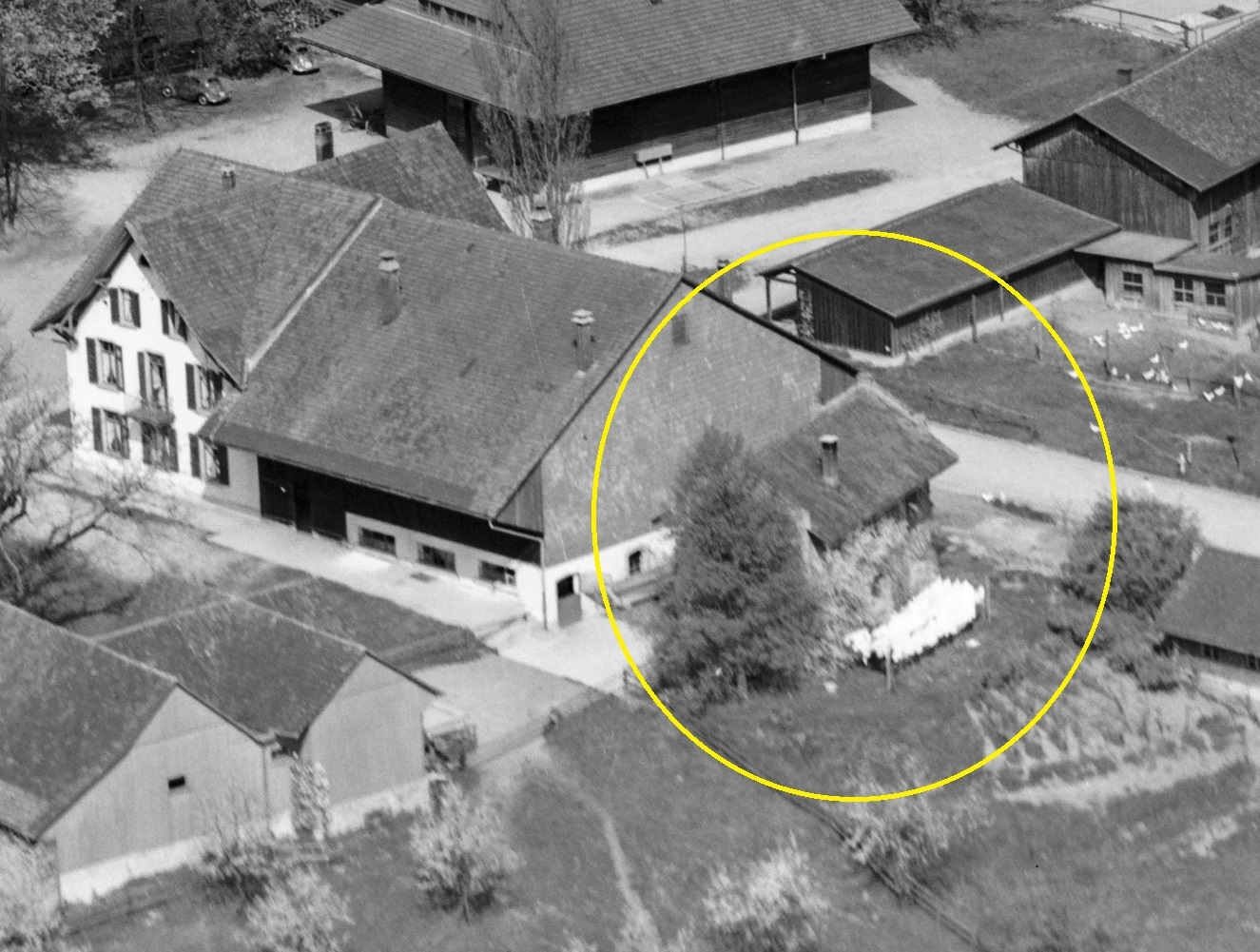
Kapelle Rossberg 1954

Die Kapelle Rossberg wurde 1241 erstmals urkundlich erwähnt, als Graf Hartmann V. von Kyburg die Einkünfte der «Kappelle auf dem Rossberg» seiner Frau Margaretha von Savoyen vermachte. Sie lag als Wegkapelle an der alten Landstrasse von Winterthur nach Pfäffikon. Von 1266 bis 1525 gehörte die Kapelle die meiste Zeit zum nahen Kloster Töss. Bis zur Reformation war sie zur Kirche Illnau kirchgenössig, danach wurde sie säkularisiert und als Speicher benutzt.

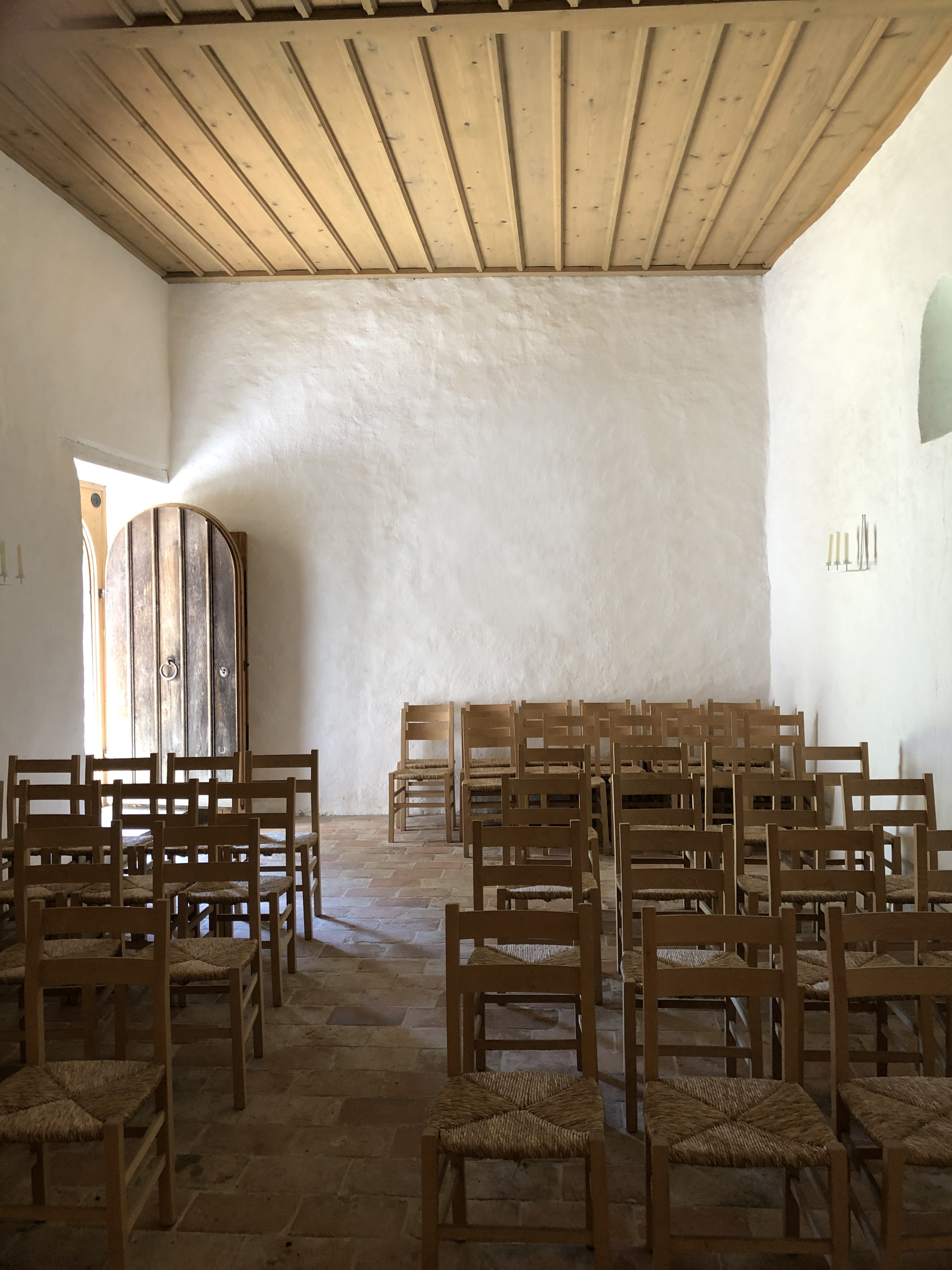
Innenansicht

Bei einem Brand der benachbarten Scheune am 27. Februar 1903 wurde das Dach der Kapelle und die oberen Wandbereiche beschädigt. Danach wurde von 1903 bis 1908 die Kapelle unter Freilegung von mittelalterlichen Mauerresten restauriert und zu einer Remise umgebaut und das Fachwerk wurde für eine neue Knechtekammer aufgestockt. 1928 ging der Gutsbetrieb Rossberg zusammen mit der umgenutzten Kapelle an die Firma Maggi über. Einen Teil des Hofs wurde dabei an die ETH Zürich verpachtet und die Kapelle wurde fortan als Remise und Lagerraum benutzt.
1978 schenkte Maggi die Kapelle der Stadt Winterthur unter der Bedingung, dass diese die Kapelle renoviert. Mit finanzieller Unterstützung des Kantons, der reformierten sowie der römisch-katholischen Kirchgemeinden von Töss sowie der Hermann-Stoll-Stiftung der Firma Maggi begann die Stadt 1979 mit der bis 1980 dauernden Renovation der Kapelle. Die nach dem Brand von 1903 erfolgten Änderungen und die Aufstockung der Kapelle wurden rückgängig gemacht und die Bausubstanz vollumfänglich erneuert. Auf eine Rekonstruktion des zuvor existierenden Türmchens mit Spitzhelm wurde verzichtet. Ausgeführt wurde diese Renovation durch den damaligen Winterthurer Stadtbaumeister Karl Keller, der sich dabei auch andere romanische Kapellen aus dieser Zeit zum Vorbild nahm. Dadurch entstand eine gemäss kantonaler Denkmalpflege zuvor nie existierende «neuromanische Kapelle der Nachkriegszeit» und die dabei höher gewichtete Zurückführung der Kapelle in einen romanischen Zustand gegenüber der Konservierung historischer Bausubstanz wird als «Zeuge der Denkmalpflegepraxis des späten 20. Jahrhunderts» gewertet.
1988 erhielt die Kapelle vier Glasfenster des Winterthurer Kunstmalers Hans Affeltranger, 1999 wurde die Kapelle nochmals renoviert und die Inneneinrichtung durch eine Eisenplastik und einen Altar des Eisenplastikers Silvio Mattioli ergänzt. Die Kapelle wird hin und wieder für Trauungen genutzt.